# Pantigliate
Pantigliate (Pantijaa o  Pantejaa in dialetto milanese, AFI: [pãtiˈjɑː] o [pãteˈjɑː]) è un comune italiano di 5 802 abitanti della città metropolitana di Milano in Lombardia.

## Storia

### Simboli
Lo stemma e il gonfalone sono stati concessi con decreto del presidente della Repubblica del 3 luglio 1962.
L'emblema del comune deriva dallo stemma dei de Pantigliate, antica famiglia lombarda che con molta probabilità era originaria di questa terra e alla quale sono appartenuti diversi personaggi che, già dal 1429, si erano dimostrati munifici benefattori di questa antica comunità.
Il gonfalone è un drappo di bianco.

## Monumenti e luoghi d'interesse
- Chiesa di Santa Margherita
- Oratorio San Domenico Savio
- Piazza Comunale
- Parco Chico Mendez

## Società

### Evoluzione demografica
- 504 nel 1751
- 487 nel 1771
- 450 nel 1805
- 560 nel 1809 dopo annessione di Briavacca e Cassignanica
- annessione a Peschiera nel 1811
- 634 nel 1853
- 656 nel 1859

Abitanti censiti

## Amministrazione
| Periodo | Periodo   | Primo cittadino           | Partito                         | Carica  | Note   |
| ------- | --------- | ------------------------- | ------------------------------- | ------- | ------ |
| 2004    | 2009      | Ottavio Carparelli        | Lista civica                    | Sindaco | [ 10 ] |
| 2009    | 2014      | Lidia Maria Rozzoni       | Partito Democratico             | Sindaco | [ 10 ] |
| 2014    | 2019      | Claudio Giorgio Veneziano | Lista civica                    | Sindaco | [ 10 ] |
| 2019    | 2024      | Franco Abate              | Lista civica Società e ambiente | Sindaco | [ 10 ] |
| 2024    | in carica | Lorenzo Miglioli          | Lista civica Vivere Pantigliate | Sindaco | [ 10 ] |